# Sinar Baru (Sungai Liat)
Sinar Baru is een bestuurslaag in het regentschap Bangka van de provincie Bangka-Belitung, Indonesië. Sinar Baru telt 11.407 inwoners (volkstelling 2010).